# Грін-Вейлі (Аризона)
Грін-Вейлі (англ. Green Valley) — переписна місцевість (CDP) в США, в окрузі Піма штату Аризона. Населення — 22 616 осіб (2020).

## Географія
Грін-Вейлі розташований за координатами 31°49′55″ пн. ш. 111°1′32″ зх. д. / 31.83194° пн. ш. 111.02556° зх. д. (31.831847, -111.025471).  За даними Бюро перепису населення США в 2010 році переписна місцевість мала площу 83,55 км², з яких 83,51 км² — суходіл та 0,04 км² — водойми.

### Клімат
| Клімат : Грін-Вейлі                      | Клімат : Грін-Вейлі | Клімат : Грін-Вейлі | Клімат : Грін-Вейлі | Клімат : Грін-Вейлі | Клімат : Грін-Вейлі | Клімат : Грін-Вейлі | Клімат : Грін-Вейлі | Клімат : Грін-Вейлі | Клімат : Грін-Вейлі | Клімат : Грін-Вейлі | Клімат : Грін-Вейлі | Клімат : Грін-Вейлі | Клімат : Грін-Вейлі |
| Показник                                 | Січ.                | Лют.                | Бер.                | Квіт.               | Трав.               | Черв.               | Лип.                | Серп.               | Вер.                | Жовт.               | Лист.               | Груд.               | Рік                 |
| Абсолютний максимум, °C                  | 31,1                | 32,2                | 35,0                | 37,8                | 42,2                | 43,9                | 43,3                | 42,2                | 41,1                | 38,9                | 33,9                | 29,4                | 43,9                |
| Середній максимум, °C                    | 19,7                | 21,0                | 24,5                | 27,9                | 33,1                | 37,8                | 37,0                | 36,1                | 34,7                | 30,1                | 24,4                | 19,0                | 28,6                |
| Середній мінімум, °C                     | 2,7                 | 4,2                 | 7,5                 | 10,8                | 15,3                | 20,6                | 23,1                | 22,2                | 19,5                | 12,9                | 6,8                 | 2,4                 | 12,3                |
| Абсолютний мінімум, °C                   | −8,3                | −8,9                | −1,7                | −0,6                | 6,7                 | 11,1                | 15,6                | 15,6                | 10,0                | 0,6                 | −5,6                | −6,1                | −8,9                |
| Днів з дощем                             | 4                   | 4                   | 4                   | 2                   | 1                   | 2                   | 11                  | 10                  | 5                   | 4                   | 2                   | 4                   | 53,0                |
| ---------------------------------------- | ------------------- | ------------------- | ------------------- | ------------------- | ------------------- | ------------------- | ------------------- | ------------------- | ------------------- | ------------------- | ------------------- | ------------------- | ------------------- |
| Джерело: Tucson National Weather Service |                     |                     |                     |                     |                     |                     |                     |                     |                     |                     |                     |                     |                     |

## Демографія

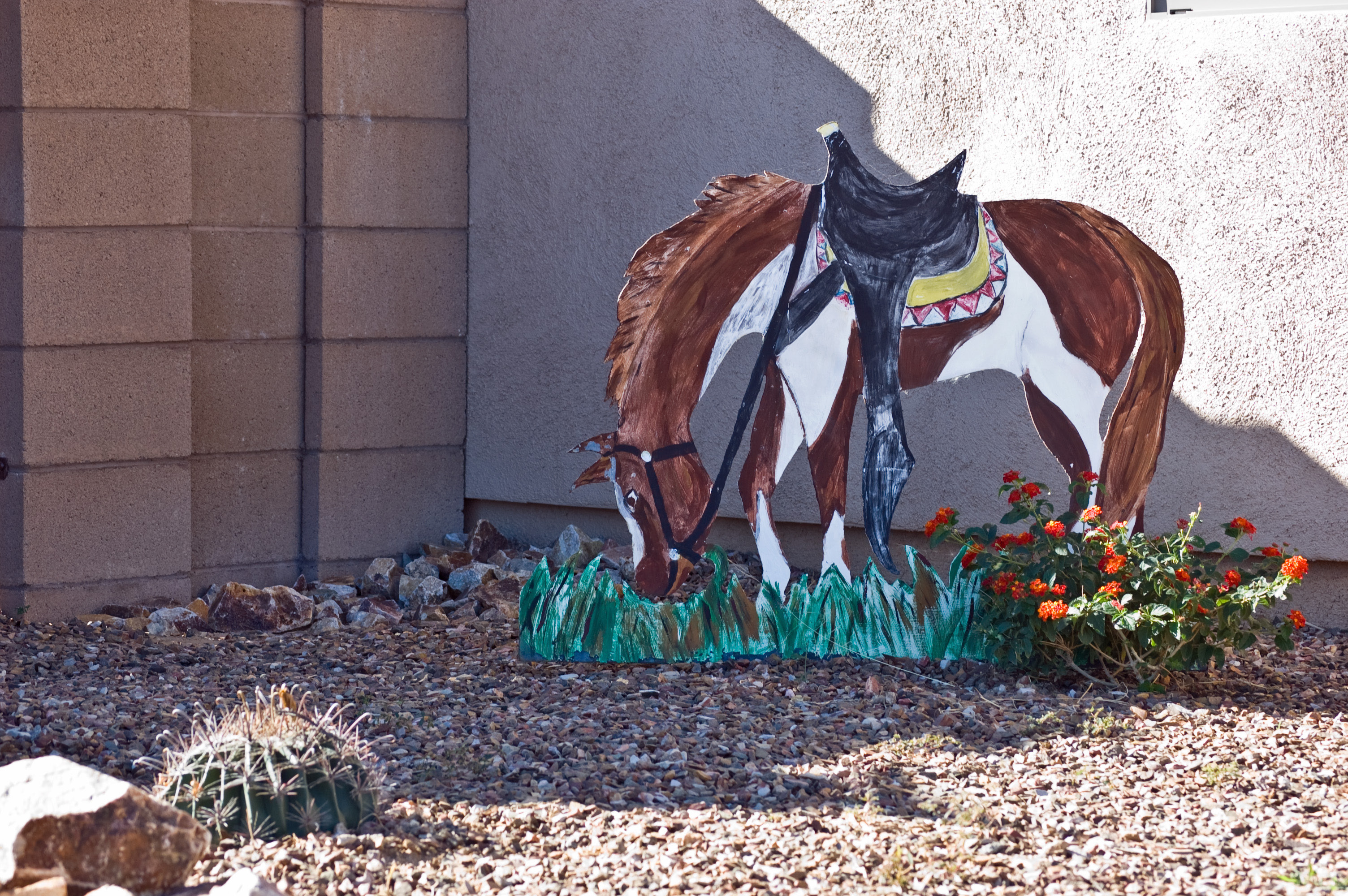
Мистецький дворик у Ґрін-Вейлі

Згідно з переписом 2010 року, у переписній місцевості мешкала 21 391 особа в 12 741 домогосподарстві у складі 7263 родин. Густота населення становила 256 осіб/км².  Було 17322 помешкання (207/км²).
Расовий склад населення:
| - 96,8 % — білих - 0,7 % — азіатів - 0,4 % — чорних або афроамериканців - 0,3 % — корінних американців - 1,0 % — осіб інших рас |

До двох чи більше рас належало 0,7 %. Частка іспаномовних становила 4,9 % від усіх жителів.
За віковим діапазоном населення розподілялося таким чином: 1,8 % — особи молодші 18 років, 26,2 % — особи у віці 18—64 років, 72,0 % — особи у віці 65 років та старші. Медіана віку мешканця становила 71,2 року. На 100 осіб жіночої статі у переписній місцевості припадало 80,7 чоловіків;  на 100 жінок у віці від 18 років та старших — 80,3 чоловіків також старших 18 років.
Середній дохід на одне домашнє господарство  становив 59 864 долари США (медіана — 46 682), а середній дохід на одну сім'ю — 73 624 долари (медіана — 62 579). Медіана доходів становила 55 513 долари для чоловіків та 39 633 долари для жінок. За межею бідності перебувало 5,2 % осіб, у тому числі 1,1 % дітей у віці до 18 років та 4,0 % осіб у віці 65 років та старших.
Цивільне працевлаштоване населення становило 3481 осіб. Основні галузі зайнятості: освіта, охорона здоров'я та соціальна допомога — 17,9 %, роздрібна торгівля — 15,4 %, мистецтво, розваги та відпочинок — 12,5 %, науковці, спеціалісти, менеджери — 9,7 %.